# 纽埃夜鹭
纽埃夜鹭（学名：Nycticorax kalavikai），是太平洋纽埃特有及灭绝的一种夜鹭。

## 词源
纽埃夜鹭的种加词kalavikai源于纽埃语词语kalavi（陆蟹）与kai（食物），以指代描述者猜测陆生螃蟹是该物种饮食的重要组成部分。

## 历史
纽埃夜鹭通过新西兰古动物学家特雷弗·亨利·沃西于1995年1月在纽埃哈库普Anakuli洞穴出土的亚化石骨骼描述并命名。采集到的化石材料的年代范围约为距今5300-3600年，早于人类定居该岛的时间。